# Lindscheid
Lindscheid est un ortsteil de Tholey en Sarre.